# Bleach (sezonul 6)
Bleach Sezonul 6 – Arrancar: Sosirea (2007)
Episoadele din sezonul șase al seriei anime Bleach se bazează pe seria manga Bleach de Tite Kubo. Sezonul șase din Bleach, serie de anime, este regizat de Noriyuki Abe și produs de Studioul Pierrot și TV Tokyo și a început să fie difuzat pe data de 10 ianuarie 2007 la TV Tokyo și s-a încheiat la data de 27 iunie 2007.
Episoadele din sezonul șase al seriei anime Bleach fac referire la războiul ce înflorește dintre shinigamii și arrancarii ce sunt conduși de fostul căpitan shinigami Sosuke Aizen.

## Lista episoadelor
| Nr. Ep. Original | Nr. Ep. Serie | Nr. Ep. Sezon | Titlu                                                                   | Apariție          |
| ---------------- | ------------- | ------------- | ----------------------------------------------------------------------- | ----------------- |
| 110              | 110           | 1             | Reînceperea muncii de înlocuitor! Înfricoșătorul student nou transferat | 10 ianuarie 2007  |
| 111              | 111           | 2             | Șoc! Adevărata identitate a tatălui                                     | 17 ianuarie 2007  |
| 112              | 112           | 3             | Începutul războiului, vizardii și arrancarii                            | 24 ianuarie 2007  |
| 113              | 113           | 4             | Preludiul apocalipsei, ofensiva arrancar                                | 31 ianuarie 2007  |
| 114              | 114           | 5             | Reuniune, Ichigo și Rukia și shinigami                                  | 7 februarie 2007  |
| 115              | 115           | 6             | Misiune! Au venit shinigami                                             | 14 februarie 2007 |
| 116              | 116           | 7             | Privirea întunecată, Aizen se întoarce                                  | 21 februarie 2007 |
| 117              | 117           | 8             | Bătălia lui Rukia începe! Sabia albă ce îngheață                        | 28 februarie 2007 |
| 118              | 118           | 9             | Bankaiul lui Ikkaku! Puterea care distruge totul                        | 7 martie 2007     |
| 119              | 119           | 10            | Povestea secretă a brigăzii lui Zaraki! Cei norocoși                    | 21 martie 2007    |
| 120              | 120           | 11            | Prăbușirea lui Hitsugaya! Hyorinmaru e doborât                          | 28 martie 2007    |
| 121              | 121           | 12            | Înfruntare! Protector vs. prădător                                      | 11 aprilie 2007   |
| 122              | 122           | 13            | Vizard! Puterea din interior                                            | 18 aprilie 2007   |
| 123              | 123           | 14            | Ichigo, hollowificarea completă!?                                       | 25 aprilie 2007   |
| 124              | 124           | 15            | Coliziune! Bankaiul alb și bankaiul negru                               | 2 mai 2007        |
| 125              | 125           | 16            | Raport urgent! Planul terifiant al lui Aizen!                           | 9 mai 2007        |
| 126              | 126           | 17            | Uryu vs. Ryuken! Înfruntarea quincy tată-fiu                            | 16 mai 2007       |
| 127              | 127           | 18            | Decizia lui Urahara, gândurile lui Orihime                              | 30 mai 2007       |
| 128              | 128           | 19            | Coșmarul arrancar! Echipa Hitsugaya se pune în mișcare                  | 6 iunie 2007      |
| 129              | 129           | 20            | Coborârea emisarului întunecat! Propagarea răului                       | 13 iunie 2007     |
| 130              | 130           | 21            | Dușmanul invizibil! Decizia nemiloasă a lui Hitsugaya                   | 20 iunie 2007     |
| 131              | 131           | 22            | Lacrimile lui Rangiku, despărțirea de frate și soră                     | 27 iunie 2007     |